# Vlnařský průmysl
Vlnařský průmysl je
- souhrnné označení pro všechny výrobce a způsoby zpracování textilií s obsahem vlny[1]
- podle některých anglických definicí patří k vlnařskému průmyslu také chov ovcí na vlnu (známý v Egyptě už v 6. tisíciletí před n. l.)[2]
- název mezinárodních organizací (např. The International Wool Textile Organisation)[3]  a sdružení (např. organizace bývalých českých státních podniků v letech 1958-1990)[4]

## Z historie vlnařského průmyslu
Nejstarší známou továrnu se strojní výrobou  vlněných textilií založil obchodník Benjamin Gott v roce 1792 v anglickém Leedsu. Byl to kombinát Bean Ing Mills s produkcí od přádelny až po úpravnu a  plsťárnu vlněných tkanin.  
Asi o 50 let později se stalo Brno největším střediskem vlnařského průmyslu v tehdejším Rakousko-Uhersku. V provozu zde bylo asi 20 vlnařských továren, které zpracovávaly např. v roce 1842 přes 11 tisíc tun  vlny, 37 tisíc tun spotřebovalo však 456 drobných (domáckých) výrobců.
Československý vlnařský průmysl si udržoval poměrně silné postavení v celosvětovém měřítku i v období 1. republiky. Např. s roční výrobou vlněných tkanin 2,9 m² na obyvatele byl průměrně čtvrtý na světě. Podniky však zaostávaly v technickém vybavení a situace se v tom směru značně zhoršila po roce 1945. Např. v roce 1955 bylo ze 7 tisíc tkacích strojů sotva 2 % automatizovaných (výměna útkových cívek) a ve výrobě mykané příze se používaly z 95 % dávno zastaralé selfaktory.
Asi od poloviny 20. století klesá význam vlnařského průmyslu celosvětově. V období od roku 1980 do roku 2018 se zvýšila celková spotřeba textilních vláken na téměř trojnásobek, spotřeba ovčí vlny se však snížila asi o 1/3 a průměrný obsah vlny v textilních výrobcích klesl ze 4 na cca 1 procento. Celkový výnos z prodeje výrobků vlnařského průmyslu klesl ze 49 miliard USD v roce 2014 na 33 miliard USD v roce 2018.
Také v českém vlnařském průmyslu došlo k podobnému vývoji. Obzvlášť po privatizaci státních podniků se snížily výrobní kapacity na minimum. Ve 2. dekádě 21. století byla Česká republika sice stále ještě 3. největším importérem australské vlny (po Číně a Indii), ale z větších zpracovatelů vlny existovala už jen Nejdecká česárna vlny, Vlnap (výroba ručně pletacích přízí), přádelna Schoeller v Křešicích a brněnská Nová Mosilana (výroba jemných tkanin). Všechny čtyři firmy jsou od 90. let 20. století ve vlastnictví zahraničních investorů.

## Galerie vlnařského průmyslu

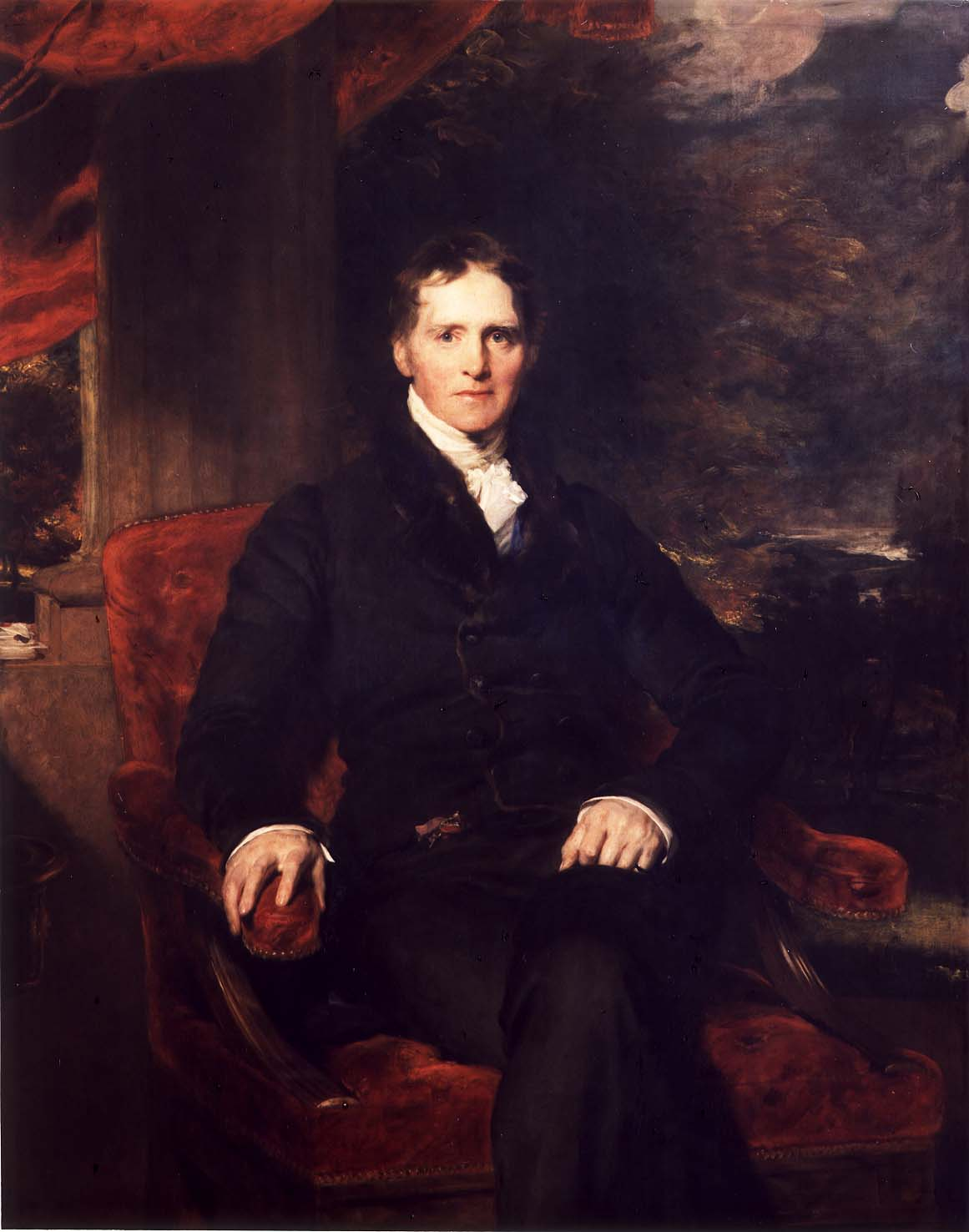
Benjamin Gott (1762–1840), zakladatel první vlnařské továrny
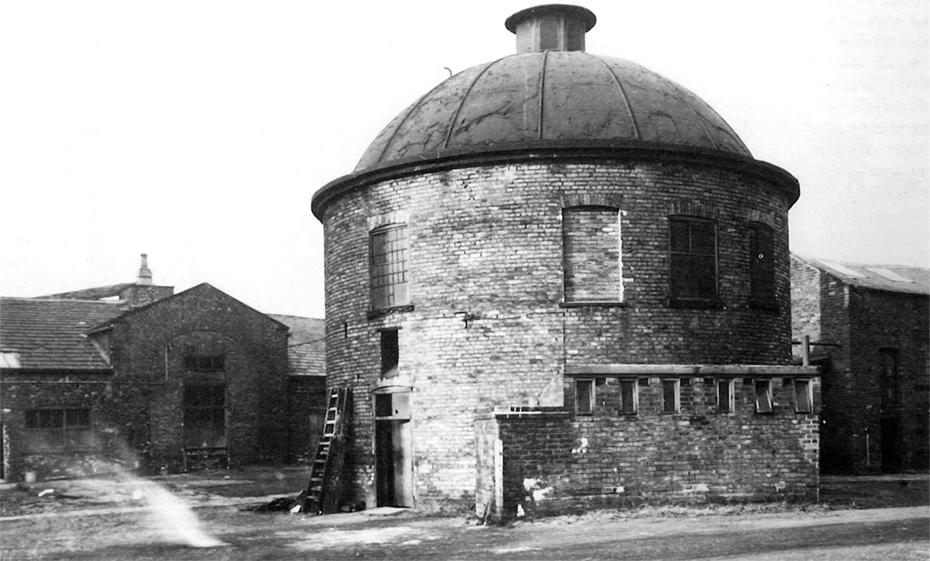
Zbytky budov Bean Ing Mills koncem 19. století
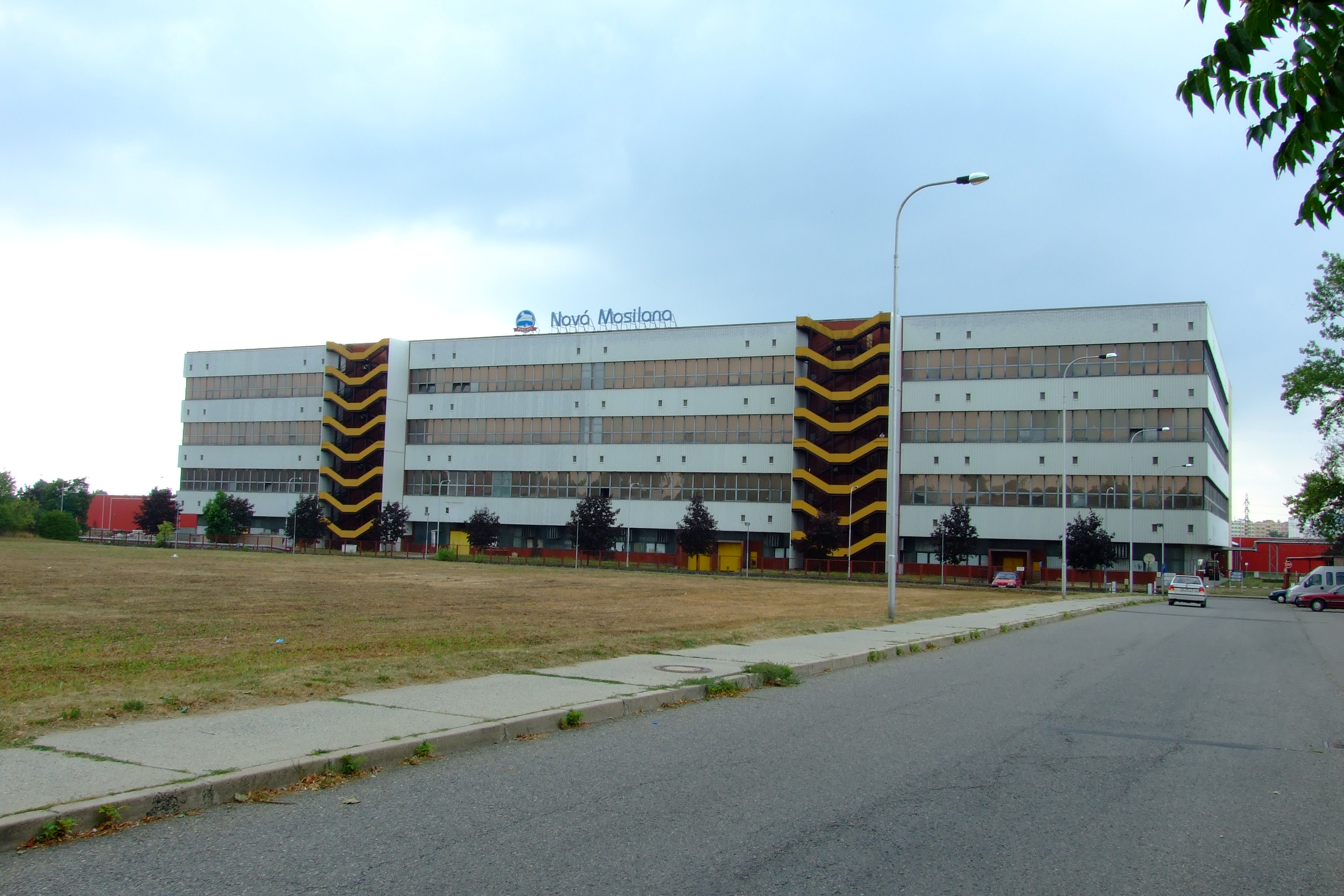
Nová Mosilana v Brně-Černovicích (2007)
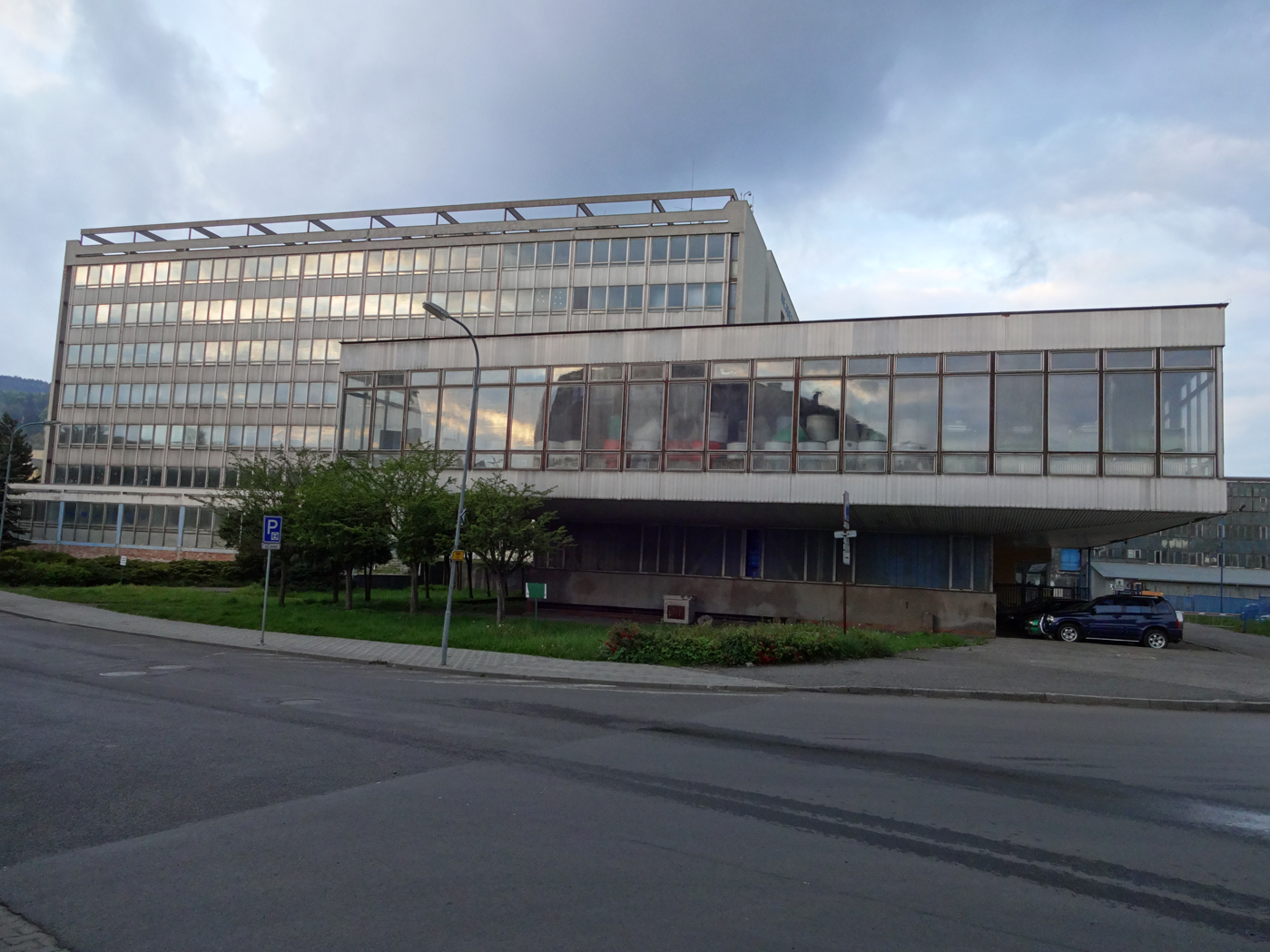
Nejdecká česárna vlny (2014)
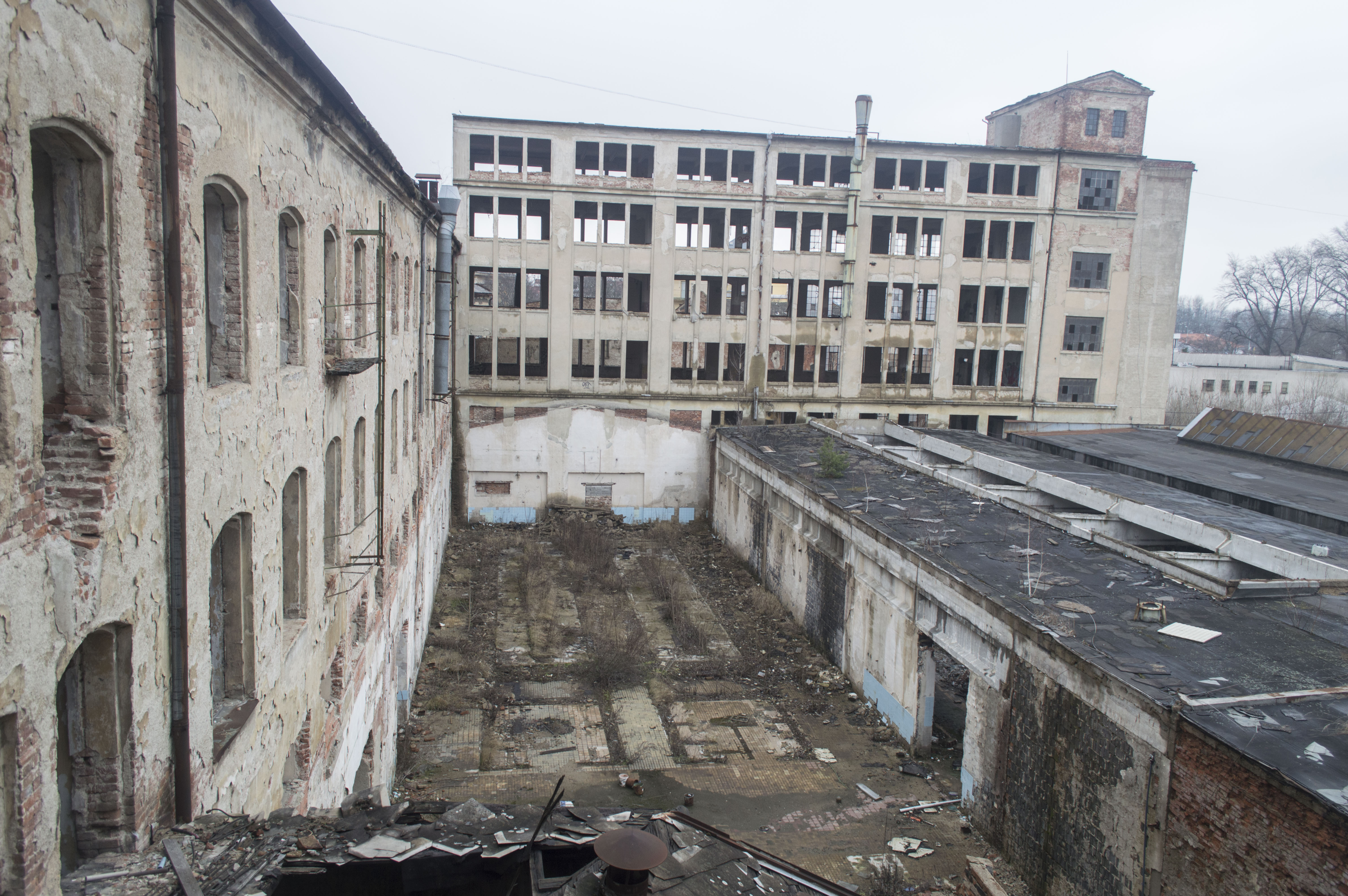
Budovy bývalého státního podniku Vlněna v Brně (stav v roce 2016)
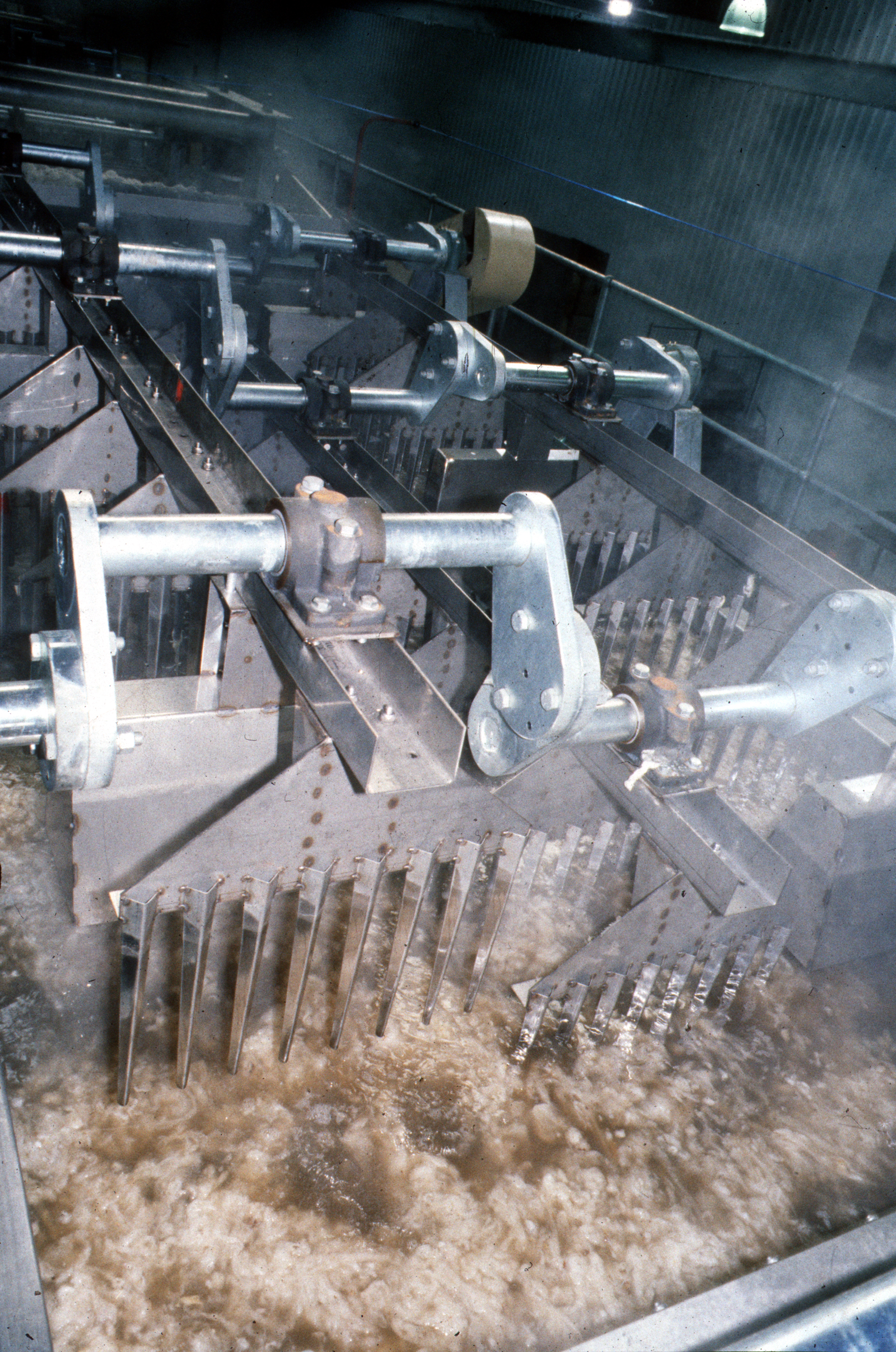
Průmyslové praní surové vlny (Austrálie, 2000)
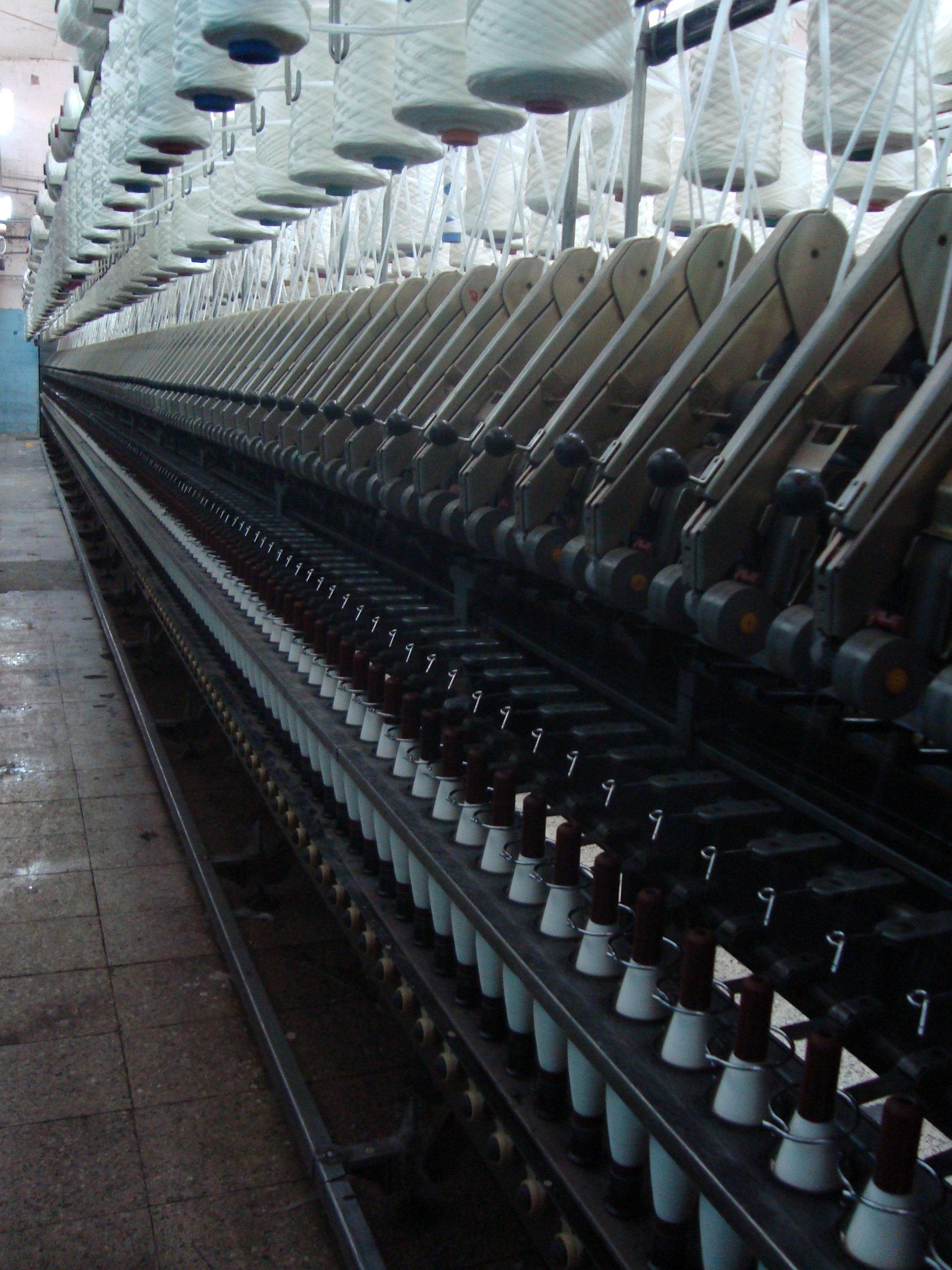
Dopřádání česané vlny (Španělsko, 2014)
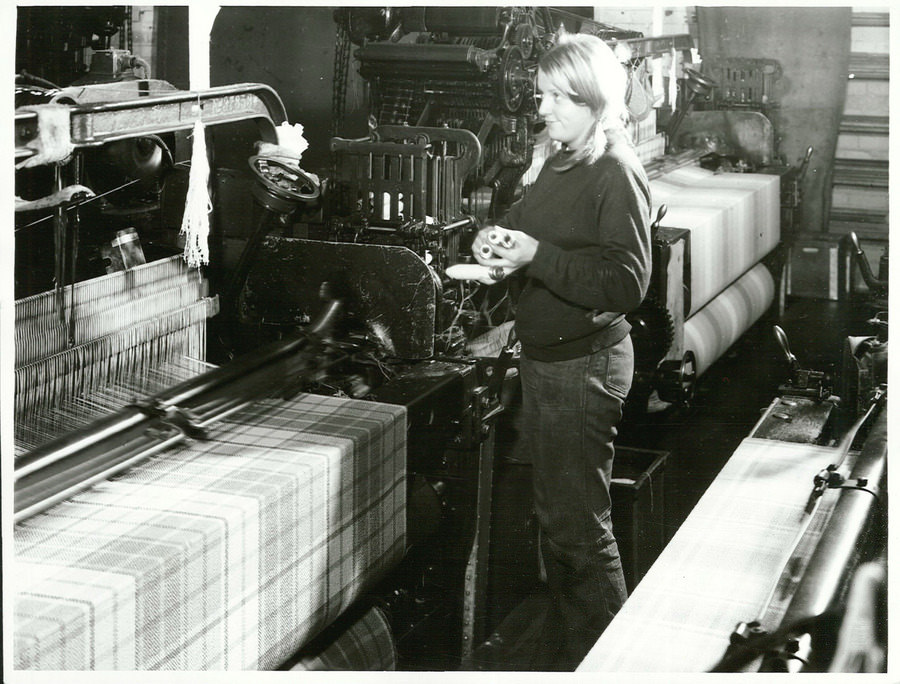
Výroba vlněných přikrývek na člunkových tkacích strojích (Nový Zéland, 1974)
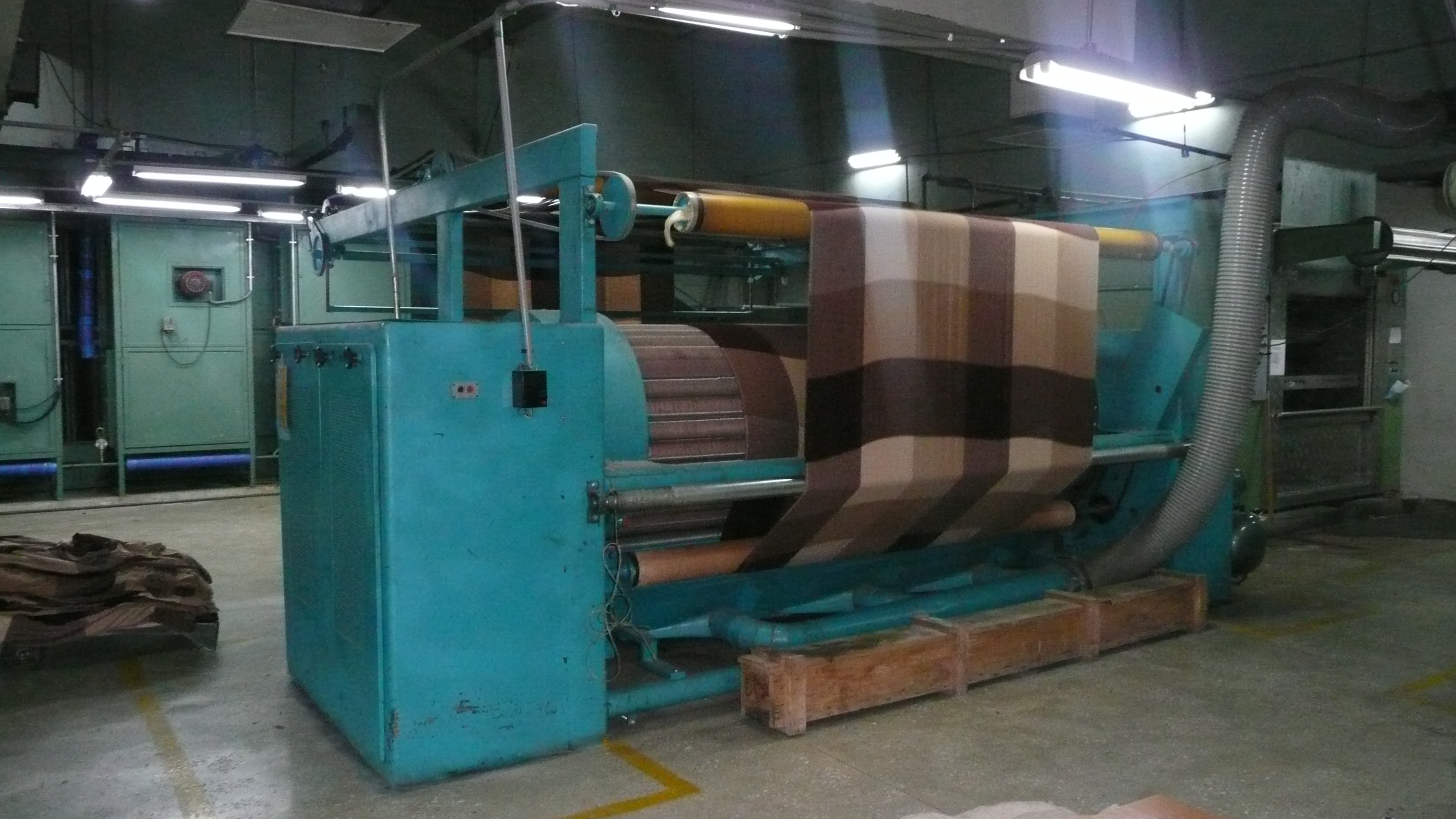
Počesávání tkaniny z kašmírské vlny (Mongolsko, 2009)
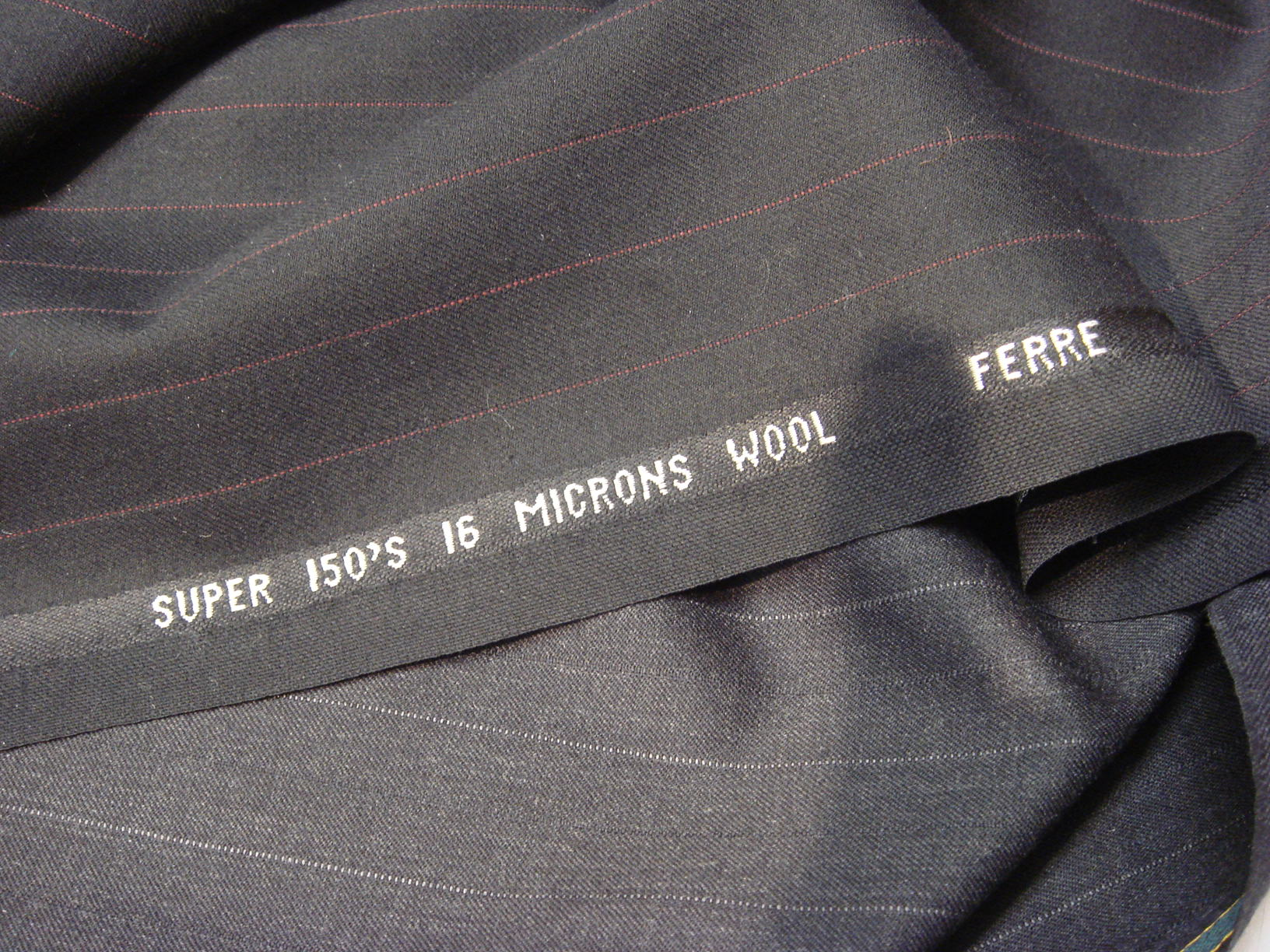
Špičkový výrobek vlnařského průmyslu – obleková tkanina z australské vlny (začátek 21. století)